# Football au Maroc
Le football est le sport le plus populaire, dont la pratique est la plus répandue au Maroc.
Le premier club sportif qui a été créé au Maroc est l'Association Sportive des PTT, club omnisports fondé en 1892. Et depuis 1915, plusieurs clubs ont été créés pour jouer dans un championnat national organisé par la Fédération marocaine des sports athlétiques (FMSA).
En juin 1919, le Maroc a vu la création de la Ligue du Maroc de Football Association (LMFA) qui est devenue membre de l'Union des ligues nord-africaines de football (ULNA), pendant l'époque du protectorat français et la colonisation espagnole.
Après l'indépendance en 1955, la plupart des équipes des clubs des étrangers, que soit franco-marocains, espano-marocains, anglo-marocains ou même bien italiano-marocains ont été dissous, laissant leurs places à d'autres équipes n'ayant jamais joué en Honneur : Tihad Athletic Sport (promu étant champion de la Division Pré-honneur), ASCO Marocain, Moghreb de Tétouan, Quartier Industriel de Casablanca, Kénitra Athletic Club, Raja Club Athletic et Difaâ d'El Jadida.
Le football est le roi-sport au Maroc, dont les dix clubs les plus titrées du royaume sont :
- 1 - Wydad AC
- 2 - US Marocaine
- 3 - Raja de Casablanca
- 4 - FAR de Rabat
- 5 - MAS de Fès
- 6 - Racing AC
- 7 - CS Marocain
- 8 - Fath US
- 9 - KAC Marrakech
- 10 - Kénitra AC

## Histoire

### Organisation actuelle
| Niveau | Championnat                                           | Championnat                                           | Championnat                                           | Championnat                                           | Championnat                                             | Championnat                                             | Championnat                                             | Championnat                                             | Championnat                                         | Championnat                                         | Championnat                                         | Championnat                                         | Championnat                                      | Championnat                                      | Championnat                                      | Championnat                                      |
| ------ | ----------------------------------------------------- | ----------------------------------------------------- | ----------------------------------------------------- | ----------------------------------------------------- | ------------------------------------------------------- | ------------------------------------------------------- | ------------------------------------------------------- | ------------------------------------------------------- | --------------------------------------------------- | --------------------------------------------------- | --------------------------------------------------- | --------------------------------------------------- | ------------------------------------------------ | ------------------------------------------------ | ------------------------------------------------ | ------------------------------------------------ |
| 1      | Botola 1 16 clubs Statut professionnel                | Botola 1 16 clubs Statut professionnel                | Botola 1 16 clubs Statut professionnel                | Botola 1 16 clubs Statut professionnel                | Botola 1 16 clubs Statut professionnel                  | Botola 1 16 clubs Statut professionnel                  | Botola 1 16 clubs Statut professionnel                  | Botola 1 16 clubs Statut professionnel                  | Botola 1 16 clubs Statut professionnel              | Botola 1 16 clubs Statut professionnel              | Botola 1 16 clubs Statut professionnel              | Botola 1 16 clubs Statut professionnel              | Botola 1 16 clubs Statut professionnel           | Botola 1 16 clubs Statut professionnel           | Botola 1 16 clubs Statut professionnel           | Botola 1 16 clubs Statut professionnel           |
| 2      | Botola 2 16 clubs Statut professionnel                | Botola 2 16 clubs Statut professionnel                | Botola 2 16 clubs Statut professionnel                | Botola 2 16 clubs Statut professionnel                | Botola 2 16 clubs Statut professionnel                  | Botola 2 16 clubs Statut professionnel                  | Botola 2 16 clubs Statut professionnel                  | Botola 2 16 clubs Statut professionnel                  | Botola 2 16 clubs Statut professionnel              | Botola 2 16 clubs Statut professionnel              | Botola 2 16 clubs Statut professionnel              | Botola 2 16 clubs Statut professionnel              | Botola 2 16 clubs Statut professionnel           | Botola 2 16 clubs Statut professionnel           | Botola 2 16 clubs Statut professionnel           | Botola 2 16 clubs Statut professionnel           |
| 3      | National 16 clubs Statut amateur                      | National 16 clubs Statut amateur                      | National 16 clubs Statut amateur                      | National 16 clubs Statut amateur                      | National 16 clubs Statut amateur                        | National 16 clubs Statut amateur                        | National 16 clubs Statut amateur                        | National 16 clubs Statut amateur                        | National 16 clubs Statut amateur                    | National 16 clubs Statut amateur                    | National 16 clubs Statut amateur                    | National 16 clubs Statut amateur                    | National 16 clubs Statut amateur                 | National 16 clubs Statut amateur                 | National 16 clubs Statut amateur                 | National 16 clubs Statut amateur                 |
| 4      | Amateurs I (Groupe Nord) 16 clubs Statut amateur      | Amateurs I (Groupe Nord) 16 clubs Statut amateur      | Amateurs I (Groupe Nord) 16 clubs Statut amateur      | Amateurs I (Groupe Nord) 16 clubs Statut amateur      | Amateurs I (Groupe Nord) 16 clubs Statut amateur        | Amateurs I (Groupe Nord) 16 clubs Statut amateur        | Amateurs I (Groupe Nord) 16 clubs Statut amateur        | Amateurs I (Groupe Nord) 16 clubs Statut amateur        | Amateurs I (Groupe Sud) 16 clubs Statut amateur     | Amateurs I (Groupe Sud) 16 clubs Statut amateur     | Amateurs I (Groupe Sud) 16 clubs Statut amateur     | Amateurs I (Groupe Sud) 16 clubs Statut amateur     | Amateurs I (Groupe Sud) 16 clubs Statut amateur  | Amateurs I (Groupe Sud) 16 clubs Statut amateur  | Amateurs I (Groupe Sud) 16 clubs Statut amateur  | Amateurs I (Groupe Sud) 16 clubs Statut amateur  |
| 5      | Amateurs II (Groupe Nord Est) 12 clubs Statut amateur | Amateurs II (Groupe Nord Est) 12 clubs Statut amateur | Amateurs II (Groupe Nord Est) 12 clubs Statut amateur | Amateurs II (Groupe Nord Est) 12 clubs Statut amateur | Amateurs II (Groupe Nord Ouest) 12 clubs Statut amateur | Amateurs II (Groupe Nord Ouest) 12 clubs Statut amateur | Amateurs II (Groupe Nord Ouest) 12 clubs Statut amateur | Amateurs II (Groupe Nord Ouest) 12 clubs Statut amateur | Amateurs II (Groupe Sahara) 12 clubs Statut amateur | Amateurs II (Groupe Sahara) 12 clubs Statut amateur | Amateurs II (Groupe Sahara) 12 clubs Statut amateur | Amateurs II (Groupe Sahara) 12 clubs Statut amateur | Amateurs II (Groupe Sud) 12 clubs Statut amateur | Amateurs II (Groupe Sud) 12 clubs Statut amateur | Amateurs II (Groupe Sud) 12 clubs Statut amateur | Amateurs II (Groupe Sud) 12 clubs Statut amateur |
| 6      | 13 ligues régionales Statut amateur                   | 13 ligues régionales Statut amateur                   | 13 ligues régionales Statut amateur                   | 13 ligues régionales Statut amateur                   | 13 ligues régionales Statut amateur                     | 13 ligues régionales Statut amateur                     | 13 ligues régionales Statut amateur                     | 13 ligues régionales Statut amateur                     | 13 ligues régionales Statut amateur                 | 13 ligues régionales Statut amateur                 | 13 ligues régionales Statut amateur                 | 13 ligues régionales Statut amateur                 | 13 ligues régionales Statut amateur              | 13 ligues régionales Statut amateur              | 13 ligues régionales Statut amateur              | 13 ligues régionales Statut amateur              |

## Équipe nationale
La Fédération royale marocaine de football (en arabe : الجامعة الملكية المغربية لكرة القدم) est fondée en janvier 1956, quelques mois après la fin du protectorat français. Après la fin du colonisation espagnole au Maroc, l'équipe nationale marocaine s'est évoluée dans le concert international, et dispute son premier match officiel en tant que représentant du Royaume-Uni contre l'Irak le 19 octobre 1957, dans le cadre des Jeux Panarabes au Liban, match qui se termine sur le score de trois buts partout. La fédération royale marocaine est affiliée à la FIFA depuis 1960. 

Le 6 septembre 1961 a lieu la plus large victoire du Maroc contre l’Arabie saoudite, à domicile, sur le score de 13 buts à 1. En 1962, le Maroc frôle la Coupe du monde, battu en barrage par l’Espagne (0-1 ; 2-3). Le 11 octobre 1964, il enregistre sa plus large défaite contre la Hongrie, sur le score de 6 buts à 0, dans le cadre des JO de Tokyo en 1964, au premier tour de la phase finale. La fédération royale marocaine est membre de la Confédération africaine de football depuis 1966. Il faut attendre la CAN 1970 pour que le Maroc participe aux éliminatoires.

### La première participation du Maroc à la Coupe du monde
Durant le tour préliminaire, le Maroc arrive difficilement à se défaire du Sénégal (1 - 0 / 1 - 2 / 2 - 0) et de même contre la Tunisie (0 - 0 / 0 - 0 / 2 - 2 a.p). Lors du tour final, il réussit à se qualifier devançant le Nigeria et le Soudan. Le Maroc devient le premier pays africain à se qualifier pour une Coupe du monde (le premier a y avoir participé était l’Égypte en 1934 en tant que nation invitée et non qualifiée). À la Coupe du monde 1970, il rencontre la RFA. Malgré une défaite 2-1, l’équipe du Maroc ouvre la marque par Houmane Jarir, ce qui fait de lui le premier buteur marocain en Coupe du Monde. Puis elle perd contre le Pérou (0-3) et réussit à prendre son premier point contre la Bulgarie en faisant 1-1, grâce à Maouhoub Ghazouani à la 60e minute. Elle termine dernière du groupe.

### Premier titre: la Coupe d'Afrique des nations 1976
Après une première apparition à la CAN 1972 avec trois matchs nuls contre le Congo, la RD Congo et le Soudan, l’équipe du Maroc remporte son premier titre international lors de la Coupe d'Afrique des nations 1976 en Éthiopie, grâce notamment à son buteur Ahmed Faras, auteur de trois buts. Cette année-là, la Confédération africaine de football (CAF) décide d’expérimenter une nouvelle formule de compétition avec un deuxième tour sous forme de championnat. Après avoir terminé premier du groupe, le Maroc affronte en phase finale et bat l’Égypte (2-1, buts de Faras et de Zahraoui) et le Nigeria (2-1, buts de Faras et de Guezzar), et le dernier match décisif oppose le Maroc à la Guinée. Les Guinéens ont besoin d’une victoire alors que les Marocains peuvent se contenter d’un match nul. Menés 1-0, but inscrit par Chérif Souleymane à la 33e minute, les Marocains égalisent à 1-1 par Ahmed Majrouh Baba à cinq minutes de la fin du match et s’adjugent le trophée continental. C’est la seule CAN remportée par les Lions de l’Atlas.

## Bilan des clubs marocains en compétitions africaines

### Ligue des champions de la CAF
| Club               | Champion             | Finaliste           | Demi-finaliste       | Quart-finaliste |
| ------------------ | -------------------- | ------------------- | -------------------- | --------------- |
| Wydad AC           | 3 (1992, 2017, 2022) | 3 (2011,2019, 2023) | 3 (2016, 2020, 2021) | 2 (1991, 2018)  |
| Raja CA            | 3 (1989, 1997, 1999) | 1 (2002)            | 3 (1998, 2005, 2020) | 1 (2011)        |
| FAR de Rabat       | 1 (1985)             |                     | 2 (1968, 1988)       | 2 (1986, 2007)  |
| KAC de Kénitra     |                      |                     |                      | 1 (1983)        |
| Maghreb Fes        |                      |                     |                      | 1 (1984)        |
| CODM de Meknès     |                      |                     |                      | 1 (1996)        |
| Moghreb de Tétouan |                      |                     |                      | 1 (2015)        |
| Total              | 7                    | 3                   | 7                    | 10              |

## Infrastructures
Le Maroc compte de très grandes infrastructures sportives internationales, ce qui lui a permis d'organiser récemment de nombreux tournois internationaux comme la Coupe du monde des clubs de la FIFA 2013 et 2022, le Championnat d'Afrique des nations des moins de 23 ans ou Championnat d'Afrique des nations 2018.
Neuf stades ont une capacité de plus de 30 000 places :
- Grand Stade Hassan II (en construction)
- Stade Mohamed V
- Complexe sportif Moulay-Abdallah
- Stade Adrar
- Stade de Marrakech
- Stade Ibn Batouta
- Complexe sportif de Fès
- Stade Larbi-Zaouli
- Stade d'honneur d'Oujda
- Stade Sheikh Mohamed Laghdaf

### Marocains ballons d'or d'Afrique ou Joueurs Africains de l'année

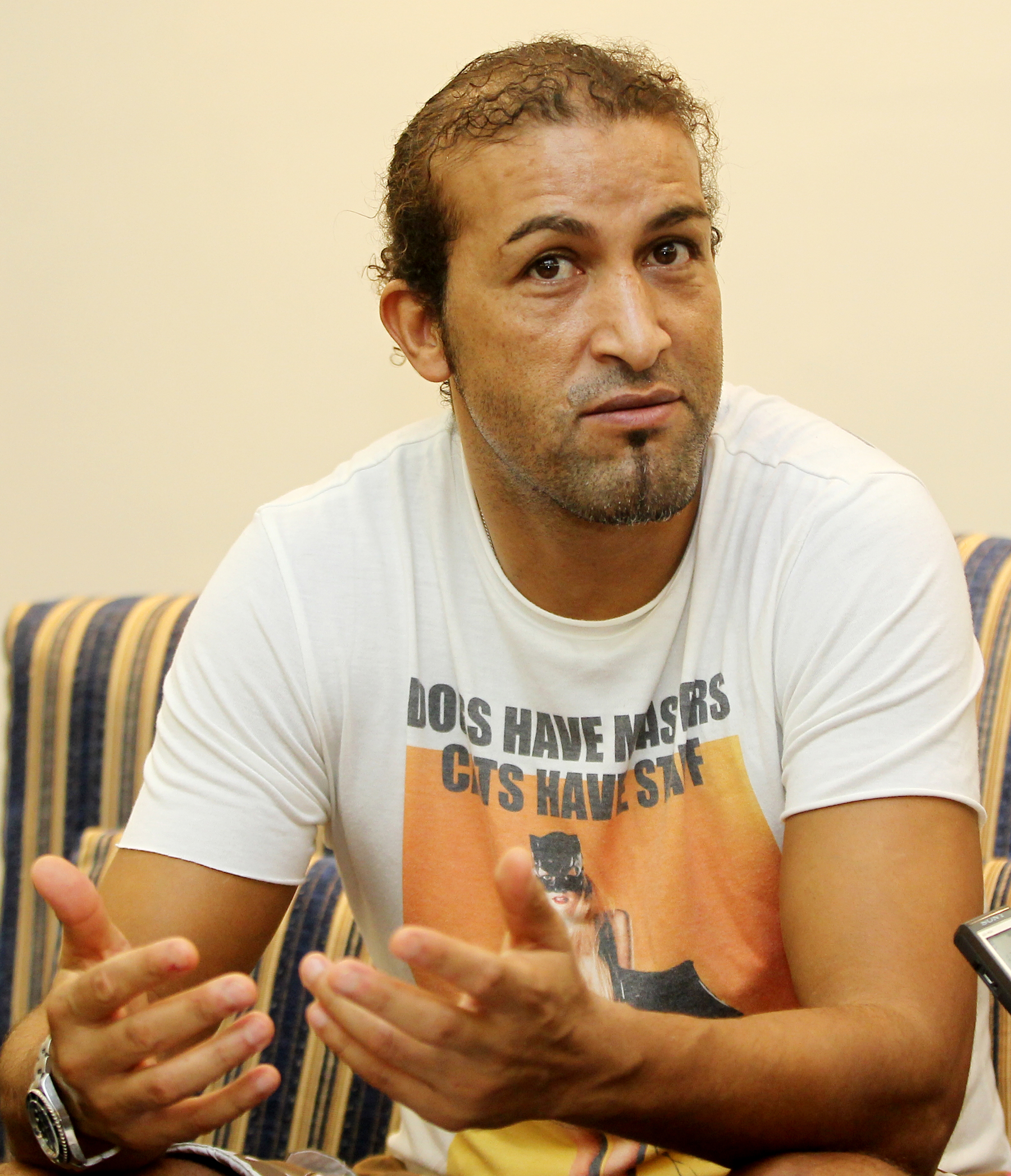
Mustapha Hadji est l'international marocain le plus récent à avoir décroché le Ballon d'or africain.

Les Ballons d'or et Joueur africain de l'année marocains sont:
- 1975 : Ahmed Faras

- 1985 : Mohamed Timoumi

- 1986 : Zaki Badou

- 1998 : Mustapha Hadji

## Médias
- Arryadia, chaîne de télévision thématique sportive publique marocaine qui diffuse les événements sportifs au Maroc.
- Radio Mars, radio dont la programmation se concentre à 80 % sur l'information sportive.
- Al Mountakhab, journal bi-hebdomadaire spécialisé dans l'information sportive.